# 齋藤剋範
齋藤 剋範（さいとう かつのり、1978年（昭和53年）5月11日 - ）は、日本の映像作家。ビデオジャーナリスト。アーティスト名は「ゲバ」（英語表記は「Geba」）。

## 概要
1997年から画家修行のため北海道からヨーロッパ放浪の旅に出る。
主に油彩画の表現手法を好みシュルレアリスムに傾倒していたことが当時の作風から窺える。
以降、ヌーヴェルヴァークに影響を受け実験的なビデオ制作に没頭。
東京都内の大手映像制作会社に勤めていた経験もあるが長くは続かず、自ら低予算映像制作組織『実験美術舎』を設立し、インディペンデント映画制作を開始する。
音楽業界での人脈も広く持ち、国内外で音楽映像を多く制作することになる。
アーティスト名の「ゲバ」は旅先で知り合ったブラジル人に、当時日本人離れしたヒゲを生やしていた事からチェ・ゲバラにちなんで名付けられたもの。
2008年、サンクトペテルブルクのクラブイベントにおいて日本人のVJとして参加。インスタレーション作品も多く制作する。
2009年には、ビルマの学生ゲリラが書いた詩をもとにしたドキュメンタリー映像も手がけている。
ロシアの前衛アーティストとも交流を持ち、19世紀のロシアの詩人フョードル・チュッチェフの詩を元にした日本・ロシア共作による実験映像にも携わっている。
2010年、カナダのアルバータ州にて、野生動物撮影の研究の一環として地元ハンターのもとで弓猟を学ぶ。
カナダ・アルバータ州ハンター教育インストラクター協会 (The Alberta Hunter Education Instructors Association - AHEIA) メンバー。
2011年、東北は山形県において、マタギや里山文化などの記録映像を撮影しながら狩猟資格を取得する。
このころ宮沢賢治（岩手県花巻市）の弟子にあたる松田甚次郎（山形県新庄市）の存在を知ることになり、没後70年につき、その功績を再評価するため山形市民活動として「山形土に叫ぶ振興会」を結成し、当会の代表を務める。
2012年、非営利活動の一環として小学生低学年を対象とした美術教室を開き、美術教師ベティ・エドワーズの指導法に基づき右脳を使ったデッサン技法を教える。
2013年からGoogleの動画共有サイトYouTubeでの投稿を本格的に取り組み始め、動画制作本数5000本以上を制作する。
その後も海外アーティストとの交流を広げ、世界を渡り歩き活動している。

## 主な作品

### 音楽映像
- 氷の国の暗黒舞踏 （2009年）アイスランド・日本共作
- 4B10（2009年）ミャンマー・日本共作
- Lerateke （2009年）スウェーデン・日本共作　音楽 - Sanchez Driven by Demons
- Secrets Hair（2010年）カナダ・日本共作、STUDIO VOICE、短編音楽映像賞受賞
- Jónsi （sigur ros）- Boy Lilikoi （2010年）
- 100年前の美しいアイヌ民族 （2014年）
- GuiloGuilo presents music Paris'16 大沢伸一（MONDO GROSSO）、テイ・トウワ、FPM田中知之、木村コウ、他出演（2016年）
- ミラパラメータ「御徒町ロマン」「かぐや姫」　ゴンドウトモヒコ プロデュース、砂原良徳 マスタリング（2017年）
- neco眠る - カクバリズムの夏祭り'17【恵比寿リキッドルーム】（2017年）
- 石垣市制施行70周年記念事業『島人カーニバル』BEGIN、夏川りみ、他出演（2017年）
- 小島ケイタニーラブ /オトナノコイ SPACE SHOWER MUSIC（2018年）
- THE BEATNIKS 高橋幸宏 X 鈴木慶一/DA・DA・DA・Yeah・Yeah・Yeah・Ya・Ya・Ya（2018年）
- Danièle Vidal （ダニエル・ビダル）アルバム 「RENDEZ-VOUS ~ランデブー~」 フラッシュ金子、ジェームス小野田（米米CLUB）、サエキけんぞう（パール兄弟）、他出演（2019年）

他、多数。

### VJ
- アイスランドエアウェイブス'09、日本人初VJ（2009年）
- サンクトペテルブルクCHAOS・Jungle MixVJ参加 （2010年）
- ホリエモン祭りニコファーレ映像提供
- Sóley（アイスランド）
- Mr. Silla from múm（アイスランド）
- Pascal Pinon（アイスランド）
- ASONAT（アイスランド）
- littlemoa
- JIRI
- ミラパラメータ
- Lo-Fi Discotheque

他、多数。

### ストリーミング配信
- GQ JAPAN 異色冒険企画『TOUCH』シリーズ（2016年〜）
- ミラパラメータ『リボーン』リリース、DOMUNNEゲスト出演（2017年）
- 苦手レスキューQQQ 白水社より（2020年）